# Новий рік у Казахстані

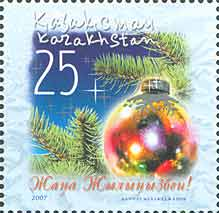

У Казахстані новий рік відзначається двічі: 1 січня — відповідно до європейської традиції, та 21—23 березня — після настання весняного рівнодення. Обидва свята відзначають на державному рівні.

## 1 січня
Святкування Нового року у ніч з 31 грудня на 1 січня сягає корінням в радянське минуле Казахстану, тому мало чим відзначається від зустрічі Нового року в Україні. Зараз це один з наймасовіших і улюблених свят у країні.
Прикраса ялинок стала повсюдним явищем. Вулиці міст максимально прикрашаються новорічним оформленням. Однак на вулицях рідко можна зустріти Діда Мороза (каз. Аяз ата) із Снігуркою (каз. Ақшақар) — вони зазвичай є гостями корпоративних заходів. Утім, на головних площах країни з особами переодягненими у костюм Діда Мороза і Снігуроньки можна сфотографуватися, а також запросити їх додому через спеціальні агентства урочистих послуг. У дитсадках напередодні повсюдно проводять ранки за участю цих та інших новорічних персонажів. Рівно опівночі люди цокаються келихами шампанського, сідають за новорічний стіл, після чого наносять візити друзям та родичам.

## Науриз мейрами
У відповідності із східний традиціями 21—23 березня у Казахстані святкується Науриз мейрами. Для казахів це свято є символом весняного оновлення, торжества любові, плодючості та дружби. У цей день більшість одягаються у національні казахські костюми, у містах та аулах проводять різного роду заходи (наприклад, концерти, театралізовані шоу, змагання з національних видів спорту), готують традиційні страви, такі як науриз-коже.
У Казахстані святкування Науриза було під забороною з 1926 року, його вважали релігійним, хоча таким воно не було. Відновлено святкування тільки з 1988 року. Офіційне визнання отримало 15 березня 1991 року, коли Указом Президента Казахської СРСР «Про народне свято весни» 22 березня оголошений днем весняного рівнодення, святковим днем — «Науриз мейрами». З 2001 року воно стало державним святом. З 2009 року святкуэться три дны з 21 по 23 березня.

## Послання
- Новий рік
- Наурыз мейрамы